# سينيشا ستيفانوفيتش
سينيشا ستيفانوفيتش (بالصربية: Синиша Стевановић)‏ هو لاعب كرة قدم صربي في مركز الدفاع، ولد في 12 يناير 1989 في بلغراد في صربيا. شارك مع منتخب صربيا تحت 21 سنة لكرة القدم. أما مع النوادي، فقد لعب مع جيلييزنيتشار ساراييفو وسبارتاك سوبتيتسا ونادي بارتيزان.

## وصلات خارجية
- سينيشا ستيفانوفيتش على موقع قاعدة بيانات كرة القدم.إي يو (الإنجليزية)
- سينيشا ستيفانوفيتش على موقع Soccerway.com (الإنجليزية)